# Abteilung III b
Abteilung III b était le service de renseignement militaire de l'armée impériale allemande, dissous à la fin de la Première Guerre mondiale. Il est l'ancêtre de l'Abwehr.

## Histoire

### Début
Fondé en 1889, ce service secret fut d'abord nommé Sektion III b avant d'être reclassifié en département et rebaptisé Abteilung III b en juin 1915. Les différentes relations entre les services de renseignements étaient si mauvaises que cela affectait négativement le travail de recherche, de collecte et transmission d'informations via le corps diplomatique qui bénéficiait de l'Immunité diplomatique pour agir sans entrave.

### Guerre
Lors de la Grande Guerre, les services secrets allemands durent changer leurs priorités et objectifs. Le renseignement militaire avait pour mission de couvrir des zones du fronts à l'Ouest comme à l'Est afin d'y surveiller les populations baltes et polonaises vivant sous l'occupation. 
Parmi les moyens employés, le journalisme et la censure furent utilisés comme une arme pour déstabiliser les forces Alliées au Moyen Orient. Ainsi Max von Oppenheim servi comme espion allemand. 
À partir de 1917, le contre espionnage sur le sol allemand devient une nouvelle priorité. Tout au long de la guerre, le IIIb ne put jamais réellement faire de grandes opérations de collecte d'informations ou de sabotage dans des pays ennemis.

## Chefs du III b
- 1889-1892 : Major Arthur Wänker von Dankenschweil
- 1892-1894 : Major Ernst Adolf Mueller
- 1894-1900 : Capitaine / Major Cai Theodor Dame
- 1900-1910 : Major/ lieutenant-colonel Karl Brose
- 1910-1913 : Major Wilhelm Heye
- 1913-1918 : Major/Lieutenant-colonel Walter Nicolai
- 1919 : Major Paul Stotten

## Organisation
1.
- Division mobile III b (OHL)
- Service de renseignements
- Contre- espionnage dans le domaine des opérations et de l'occupation
- Presse
- Attachés militaires neutres
- III b Ouest
- III b Est
- Oberost Nord-Ouest
- Berlin Nord-Ouest

2.
- Département adjoint III b (Berlin)
- Politique
- service de renseignements
- Contre-espionnage en Allemagne
- Presse

3.
- Bureau de presse de guerre
- Poste d'information
- Bureau principal de la censure
- Ministère des Affaires étrangères
- Bureau domestique